# روزا سالازار
روزا بيانكا سالازار (بالإنجليزية: Rosa Bianca Salazar) مواليد (16 جوليو، 1985) مُمثلة أمريكية. ولدت وتربت في غرينبيلت، ماريلاند. بدأت بالتمثيل عندما إنتقلت إلى لوس أنجلوس، كاليفورنيا في 2009 لتسعى وراء مهنة التمثيل. إشتهرت بدور زوي ديهافن في مسلسل الأبوة على قناة «NBC»، ودور الممرضة ماريا في مسلسل قصص رعب أمريكية: بيت الجريمة ودور روزا في مسلسل رجل يبحث عن امرأة على قناة «FXX».

## أبرز أعمالها

### أعمال تلفزيونية
- الإبوة (2011-12)
- رجل يبحث عن امرأة (2015-الآن)

### أعمال سينمائية
- ملحمي (2013)
- سلسلة مختلفة: متمردة (2015)
- عداء المتاهة:تجارب السكورش (2015)
- أليتا: ملاك المعركة (2018)

## وصلات خارجية
- روزا سالازار على موقع IMDb (الإنجليزية)
- روزا سالازار على موقع روتن توميتوز (الإنجليزية)
- روزا سالازار على موقع ألو سيني (الفرنسية)
- روزا سالازار على موقع أول موفي (الإنجليزية)
- روزا سالازار على موقع قاعدة بيانات الفيلم (الإنجليزية)
- روزا سالازار على موقع كينوبويسك (الروسية)